# 第25號鋼琴奏鳴曲 (貝多芬)
G大調第25號鋼琴奏嗚曲，作品編號79，是貝多芬的一首鋼琴奏鳴曲，創作於1809年，並於1810年12月出版。貝多芬稱這是一首「小奏鳴曲」，因為整首奏鳴曲雖然有三個樂章，但都是非常短小，一般演奏時間只需十分鐘之內。
坊間流傳這首奏鳴曲有別名《杜鵑鳥》，因為第一樂章中隱約可以聽到有如杜鵑鳥的叫聲。同樣地，貝多芬從來沒有為此曲起過任何的標題，而這暱稱的認知度或流行度相對也比「月光」、「暴風雨」低很多。

## 樂曲結構
- 第一樂章：德國風的急板（Presto alla tedesca）
- 第二樂章：行板（Andante）
- 第三樂章：快板（Vivace）

## 樂曲分析

### 第二樂章
採用簡單的 A-B-A 三段體方式寫成，共34小節。開始時採用並行小調（g小調）。採用了 
 節奏令人聯想起船歌的風格。貝多芬在這樂章以寧靜、平和的氣氛作為與第一樂章的狂喜風格作出對比。
A段為首8小節，並可再細分為2句樂句。當中，第1小節與第3小節相同，而第5、6小節與第7、8小節更只是除最後1拍外幾近相同。而這兩個樂句並沒有再加以發展，然後藉第9小節的過場直接轉調進入下一部份。
第1至4小節
第5至8小節
B段轉為降E大調，共12小節，左手以持續的十六分音符分解和弦表達水的流動，配以右手八分音符的下行旋律。及後加插了短小的十六分音符級進起伏及顫音，有如詠嘆調中的一些花腔技巧，並以正格終止式完結。經過簡短的小尾聲及過場後，調回g小調返回A段。
第10至12小節
A段再見部與樂章開頭相同，最後再以右手八度旋律片段及正格終止式完結。

### 第三樂章
輕快而簡短的迴旋曲，採用A-B-A-C-A'+尾聲模式組成，共116小節。
主題部（A段）再可分成兩個部份，第一部份以8小節ti-tiri節奏為主導；第二部份以4+4小節的樂句組成，先為左右手齊奏，然後為主調和聲。
第1-4小節（第一部份）
第9-12小節（第二部份）

## 外部連結
- 希夫·安德拉斯談論貝多芬的《第25號鋼琴奏鳴曲》 （页面存档备份，存于）
- 貝多芬《第25號鋼琴奏鳴曲》：国际乐谱典藏计划上的乐谱
- 帕福利·江珀潘恩（Paavali Jumppanen）於伊莎貝拉嘉納藝術博物館內的演奏版本
- 贝多芬《第25号钢琴奏鸣曲》创作历程的介绍及对音乐内容的评论（英文）